# Mimořádný sjezd KSČ (1989)
Mimořádný sjezd KSČ v roce 1989 byl mimořádný sjezd Komunistické strany Československa konaný v ČSSR krátce po zahájení sametové revoluce, ve dnech 20.–21. prosince 1989.
Konal se v Praze v Paláci kultury a musel reagovat na rychlý politický vývoj, v jehož rámci KSČ fakticky (a od 29. listopadu 1989 i ústavně) ztratila vedoucí úlohu ve společnosti. Do té doby i posléze nevídaná sebereflexe KSČ znamenala, že se sjezd distancoval od předchozího modelu vládnutí, delegáti se omlouvali občanům za bývalé vedení strany, na sjezdu zaznělo přiznání chyb, omylů i deformací proti lidskosti a demokracii. Sjezd schválil některá reformní opatření, přijal Akční program nazvaný Za demokratickou socialistickou společnost a naznačil záměr proměny KSČ v běžnou demokratickou stranu. Odsoudil stalinismus a přihlásil se ke koncepci politických svobod a plurality forem vlastnictví. Za neplatné bylo prohlášeno Poučení z krizového vývoje a byla vyhlášena rehabilitace všech bývalých členů strany, kteří byli vyloučeni a pronásledováni. V rámci sjezdu vzniklo volné sdružení Občanské fórum komunistů. Sjezd se přihlásil k programu Socialistické internacionály. Proběhla první skutečná volba lídra strany od roku 1929, která nebyla jen formální. Do nově zřízené funkce předsedy strany byl zvolen Ladislav Adamec, místopředsedou Vasil Mohorita. Zároveň byl zahájen proces symetrické federalizace strany (vedle již existující Komunistické strany Slovenska byl položen základ vzniku územní organizace i v českých zemích, která se ustavila se v březnu 1990 jako Komunistická strana Čech a Moravy). K 21. prosinci 1989 zrušil sjezd Lidové milice.